# Centro Cultural de Lagos
O Centro Cultural de Lagos é um equipamento cultural, situado na cidade de Lagos, em Portugal. Foi inaugurado em 24 de Outubro de 1992. Ocupa um edifício do século XVIII, conhecido como Casa dos Ricos.

## Descrição e história
O Centro Cultural de Lagos está situado na Rua Lançarote de Freitas, no centro de Lagos. Conta com três salas para exposições temporárias e outras duas para animação, um auditório com capacidade para aproximadamente trezentas pessoas, uma cafetaria e um pátio descoberto. Originalmente também possuía uma biblioteca, um espaço para uma escola de teatro, e um pequeno grupo de apartamentos para trabalhadores, como actores e artistas plásticos. O auditório, dedicado ao encenador Duval Pestana, tendo sido concebido para eventos de média dimensão, como espectáculos musicais, congressos e conferências.
Em 1 de Março de 1974, o Diário de Lisboa noticiou que a Fundação Calouste Gulbenkian estava a planear a instalação de um centro cultural em Lagos, já tendo sido tomada a deliberação da câmara para a permuta de um terreno com um edifício que pertencia o município, onde seria instalado aquele equipamento cultural.
Em 14 de Janeiro de 1977, o Jornal do Algarve publicou um artigo de Joaquim Piscarreta, onde incentivou o novo executivo municipal, o primeiro eleito após a Revolução de 25 de Abril de 1974, a fazer várias obras de vulto na cidade, incluindo a instalação de um centro cultural. O processo tinha-se iniciado ainda durante o mandato de Elói Correia Abreu como presidente da Câmara Municipal, com a aquisição do prédio onde estava sedeada a Sociedade dos Ricos, que devido às suas dimensões e localização era apropriado para aquelas funções.
Em 10 de Outubro de 1984, o Diário de Lisboa relatou que tinha sido assinado um acordo entre a Câmara Municipal de Lagos e o Ministério do Equipamento Social para um grande programa de reabilitação urbana no centro histórico da cidade, que iria incluir a reconversão do antigo imóvel da Sociedade dos Ricos para um centro cultural. Este edifício, igualmente conhecido como Casa dos Ricos, foi construído no século XVIII, e serviu de sede à Sociedade Filarmónica Lacobrigense. O Centro Cultural de Lagos foi inaugurado em 24 de Outubro de 1992, resolvendo desta forma o problema da falta de um equipamento deste género na cidade. Esta reconversão foi feita de forma a garantir o enquadramento do edifício na sua situação urbana, sem destruir as frentes para as zonas públicas.
Durante a sua existência, o Centro Cultural afirmou-se como um importante pólo de desenvolvimento artístico, tanto a nível regional como nacional, tendo estabelecido acordos com várias instituições culturais e recreativas de renome, como a Companhia Nacional de Bailado, o Teatro Nacional de São Carlos, o Chapitô, a companhia teatral A Barraca, a Orquestra Clássica do Sul, e Companhia de Teatro do Algarve. Entre 2014 e 2017, foi alvo de diversas obras de renovação e reabilitação, que melhoraram as condições de segurança e de utilização por parte dos visitantes, e que custaram cerca de meio milhão de Euros.